# Sentimental Fools
Sentimental Fools – drugi album studyjny zespołu Blue Lagoon, wydany 12 stycznia 2007 roku przez wydawnictwo muzyczne Kosmo Records. Album zawiera 14 premierowych kompozycji oraz przebój „Break My Stride” pochodzący z debiutanckiej płyty Clublagoon. 
Pierwszym singlem promującym album został utwór „Heartbreaker”.

## Lista utworów
Opracowano na podstawie materiału źródłowego.
1. „Silent Revolution”
2. „What Becomes Of The Broken Hearted”
3. „Sentimental Fools”
4. „Isle Of Paradise”
5. „Jah Lovin' Rise”
6. „Girlie Girlie”
7. „Estrella Estrella”
8. „Everything I Own”
9. „Beautiful Day”
10. „Heartbreaker”
11. „You”
12. „Far Away Holiday”
13. „Call From Babylon”
14. „Good Love” (utwór dodatkowy)
15. „Break My Stride”